# جوشوا يوحنا
جوشوا يوحنا (بالهولندية: Joshua John)‏ (1 أكتوبر 1988 ألكمار هولندا - ) هو لاعب كرة قدم هولندي يلعب كمهاجم.

## مسيرته الكروية
لعب جوشوا يوحنا خلال مسيرته الاحترافية مع 5 أندية في ستة عشر موسمًا وسجل خلالها 43 هدفًا ضمن 277 مباراة. حيث فاز في موسم واحد بالكأس ولم يفز بأي دوري.
خاض جوشوا يوحنا مسيرته مع نادي سبارتا روتردام في موسم 2007–08 ليلعب معه خمسة مواسم، مشاركًا في 114 مباراة سجل خلالها 13 هدفًا. ثم انتقل إلى نادي تفينتي أنشخيدة في موسم 2011–12 ولمدة موسمين، حيث شارك في 8 مباريات ولم يسجل أي هدف. لينتقل بعدها إلى نادي نوردشيلاند في موسم 2012–13 ليلعب معه خمسة مواسم، مشاركًا في 104 مباراة سجل خلالها 28 هدفًا. ثم انتقل إلى نادي بورصة سبور في موسم 2016–17 واستمر معه طيلة ثلاثة مواسم، مشاركًا في 30 مباراة سجل خلالها هدفًا واحدًا. هذا وانتقل لاحقًا إلى FC Kaisar ‏ ما بين عامي 2019 و2020 لمدة موسم واحد، مشاركًا في 21 مباراة سجل خلالها هدفًا واحدًا أيضًا.

## وصلات خارجية
جوشوا يوحنا على موقع اتحاد تركيا (لاعب) (الإنجليزية)
- جوشوا يوحنا على موقع قاعدة بيانات كرة القدم.إي يو (الإنجليزية)
- جوشوا يوحنا على موقع ناشيونال فوتبول تيمز (الإنجليزية)
- جوشوا يوحنا على موقع Soccerway.com (الإنجليزية)
- جوشوا يوحنا على موقع عالم كرة القدم.نت (الإنجليزية)
- جوشوا يوحنا على موقع AS.com (الإسبانية)